# Les Exploits de Rocambole
Pour les articles homonymes, voir Rocambole.
Les Exploits de Rocambole est un roman de Pierre Ponson du Terrail qui met en scène les aventures de Rocambole. 
Il a été publié dans le journal La Patrie en 145 épisodes du 29 octobre 1858 au 10 avril 1859, puis du au 25 mai au 20 juillet 1859 sous les titres : Les Drames de Paris (III. Les Exploits de Rocambole), puis Les Drames de Paris (IV. - Épilogue. La Revanche de Baccarat). Il paraît en format relié aux éditions L. de Potter en 1859 sous deux volumes : Les Exploits de Rocambole et La Revanche de Baccarat. Lors de sa réédition par Arthème Fayard en 1909, le second volume est renommé La Comtesse Artoff.
On retrouve dans de nombreuses éditions ce récit découpé en trois parties : Une fille d'Espagne, La Mort du sauvage et l'épilogue La Revanche de Baccarat.

## Résumé
En 1851, soit quatre ans après les événements survenus à la fin du Club des Valets-de-cœur, Rocambole revient de Londres, métamorphosé en dandy prêt à tout pour faire fortune. 
Sur la route qui le mène à Paris, il rencontre le marquis Albert de Chamery, qu'il abandonne sur une île déserte après un naufrage, avant d'usurper son identité. 
Aidé par les conseils de son ancien mentor sir Williams qu'il parvient  à retrouver, Rocambole se met en quête de toujours plus de pouvoir.
Il ambitionne ainsi d'épouser Conception de Sallandrera, la fille d'un Grand d'Espagne qui vit à Paris, mais qui est déjà fiancée à son cousin, Don José.

## Adaptations au cinéma
Les Exploits de Rocambole a fait l'objet de plusieurs adaptations au cinéma :
- Les Exploits de Rocambole, film muet français réalisé par Georges Denola, sorti en 1914 ;
- Rocambole, film français réalisé par Gabriel Rosca, sorti en 1933 ;
- Rocambole  (1re époque), film franco-italien réalisé par Jacques de Baroncelli, sorti en 1948 ;
- La Revanche de Baccarat (2e époque), film franco-italien réalisé par Jacques de Baroncelli avec les mêmes acteurs que le précédent, sorti en 1948 ;
- Rocambole (ou Rocambole contre Services secrets), film franco-italien réalisé par Bernard Borderie, sorti en 1963 ;